# Bwana
Bwana è un film del 1996 diretto da Imanol Uribe.

## Riconoscimenti
Festival Internazionale del Cinema di San Sebastián
- Concha de Oro